# Château d'Exmes
Le château d'Exmes est un ancien château fort du début du XIIe siècle, aujourd'hui ruiné, dont les vestiges se dressent sur le territoire de l'ancienne commune d'Exmes dans le département de l'Orne, en région Normandie. Ses vestiges sont classés au titre des monuments historiques.

## Localisation
Les vestiges du château sont situés à l'extrémité d'un éperon isolé du plateau par un fossé, au nord de l'église Saint-André d'Exmes, au lieu-dit les Fosses et le Château, au sein de la commune nouvelle de Gouffern en Auge, dans le département français de l'Orne.

## Historique
Une forteresse, prise par les Normands, est attestée en 869. Aux environs de 944, Hugues Capet mit le siège devant le château.
C'est probablement à la fin du Xe siècle ou au début du XIe siècle qu'afin de suppléer à la faiblesse des fortifications de la ville épiscopale de Sées anéanties par les invasions normandes, que les places d'Exmes et de Gacé sont renforcées par les ducs de Normandie.
Un donjon est construit entre 1182 et 1190. La tour Radepont est construite à la fin du XIIIe siècle. Le château est démantelée en 1605. Une chapelle Saint-Nicolas est attestée au XVe siècle. La chapelle Saint-Chrodegang est construite entre 1879 et 1889 au sommet de la butte du château.

## Description
La forteresse, dont il ne subsiste que quelques ruines et des terrassements, occupait un vaste éperon triangulaire barré par un fossé de vingt-huit mètres de largeur.

## Protection
L'ancien château médiéval et les vestiges qui en dépendent sont classés au titre des monuments historiques par arrêté du 7 septembre 1979.